# Pseudoleskea penzigii
Pseudoleskea penzigii är en bladmossart som beskrevs av Ugo Brizi 1893. Pseudoleskea penzigii ingår i släktet Pseudoleskea och familjen Leskeaceae. Inga underarter finns listade i Catalogue of Life.